# 八王子市立城山中学校
八王子市立城山中学校（はちおうじしりつ しろやまちゅうがっこう）は、東京都八王子市川町にある公立中学校。

## 概要

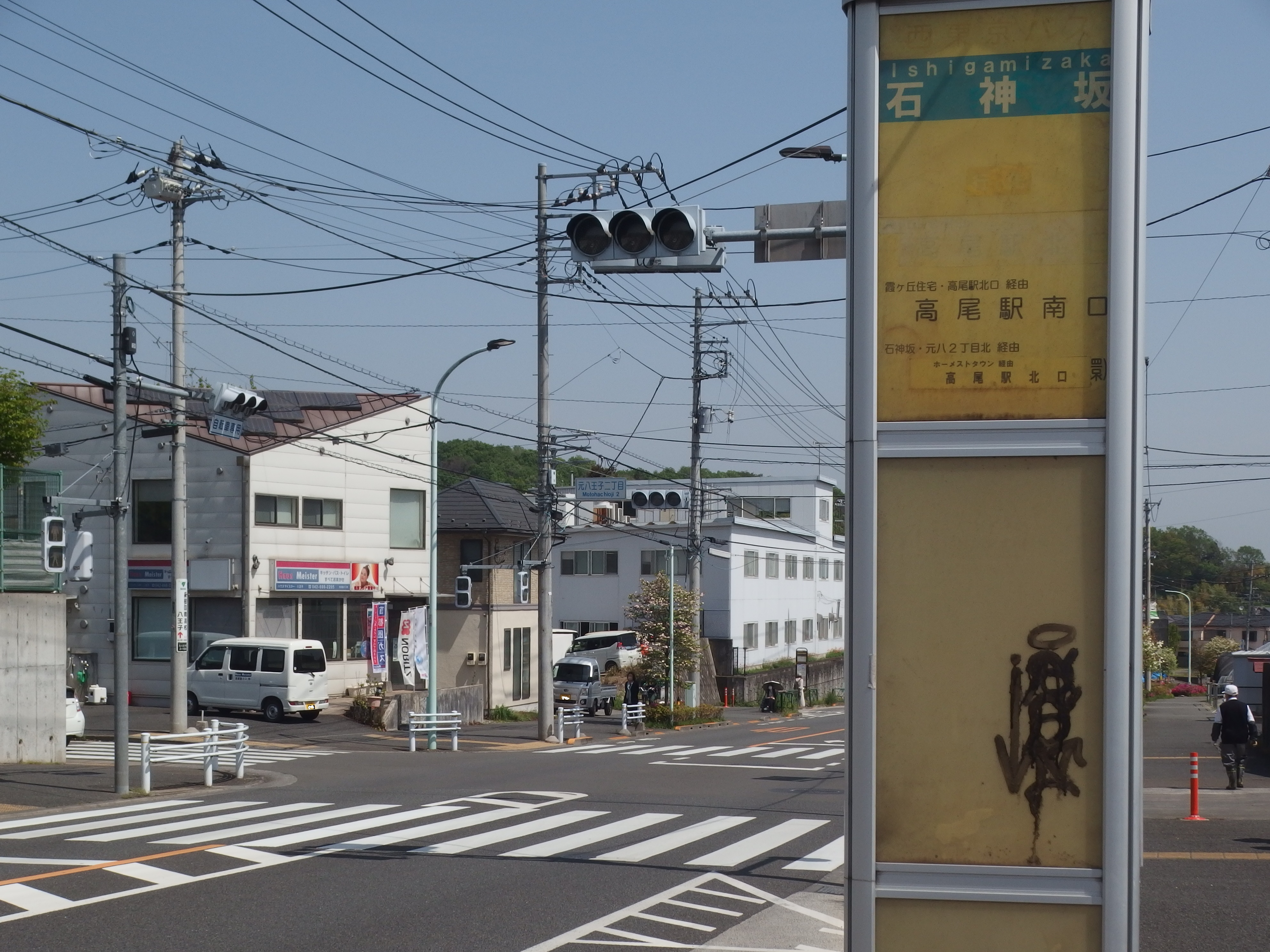
最寄りのバス停留所：石神坂

本校の近くに戦国時代の北条氏照の居城八王子城のあった城山があり、校名はこれに由来する。
元八王子町の丘陵に沿って南から高尾台住宅と霞ヶ丘住宅、ホーメストタウン八王子と松子舞団地、それに川町にあるグリーンタウン高尾の各住宅団地からの通学する生徒が5割を占める。松子舞団地を登り抜けると自然豊かな中に本校が、所在する。

### 学級規模
2022年現在、学級数9、教職員数40人である。

生徒数は1学年95名、2学年113名、3学年112名　合計320名である。（2023年|令和5年1月1日現在）。

### 学区
城山小学校卒業生のほぼ全員、弐分方小学校の約5割が本校に入学する。

### 校歌
- 作曲 小山章三
- 作詞 宮澤章二

### 登校支援教室
令和6年度より開始した登校支援教室では、不登校生徒のための別室指導。生徒及びその保護者への相談・助言。
- 活動目標：定期的に生徒の安否を確認し、生徒理解に努める。
- 活動日  ：毎週 水曜日、木曜日 （2学期からは火曜日も開室予定）
- 活動内容
  - 12：30～13：30 登校生徒対応、給食
  - 13：30～15：30 学習支援
  - 15：30～16：30 放課後登校生徒対応、家庭訪問等

## 沿革
- 1983年（昭和58年）
  - 4月1日 - 元八王子中学校を母体として 八王子市立城山中学校開校。
  - 6月 - プール完成。
  - 12月 - 校舎増築完成（3教室）。
- 2000年（平成12年）4月 - 心の教室（相談室）完成。
- 2008年（平成20年）4月 - 学校運営協議会設置し地域運営学校となる。
- 2011年（平成23年）9月 - 普通教室空調設備設置工事完了。

## 部活動
本学生徒は、主体的に部活動に参加し、異学年交流や同学年の生徒と人間関係を築いたりするなど、豊かな学校生活の創造に努めるものとする。本学は、柔道部と剣道部を開設する中学校であり。

### 運動系
- 陸上競技部
- サッカー部
- テニス部
- バスケットボール部
- バドミントン部
- 柔道部
- 剣道部

### 文化系
- 吹奏楽部
- 美術部
- いきもの部
- 国際文化部[7]

## 著名な出身者
- ファンキー加藤 - 歌手
- 細貝悠 - 東京都議会議員[8]

## 交通アクセス
- JR中央線・京王高尾線の高尾駅下車。
  - 北口バス乗り場から、西東京バスで「ホーメストタウン」行きに乗車。「元八二丁目北」停留所下車。